# Trois hommes sont passés
Trois hommes sont passés est le troisième album de la série de bande dessinée Buddy Longway, paru en 1976.
Cet album relate la rencontre de Buddy reculé dans sa montagne avec trois chercheurs d'or. Les premiers pas de son fils Jérémie, sont ponctués de rencontres avec un loup, son compagnon tout au long de sa vie, plus ou moins éloigné de lui.

## Personnages
- Buddy Longway
- Chinook
- Jérémie : le fils de Buddy et Chinook, 7 ans.

Trois chercheurs d'or
- Dallas : le chef du trio, le plus sordide.
- Thomas : une brute épaisse.
- Curly : le plus jeune, le moins mauvais des trois, il offre des sucres d'orge à Jérémie, garde une certaine humanité. Physiquement, il ressemble beaucoup à Cosey ami et collaborateur de Derib[1].

La famille sioux de Chinook
- Ours Debout : son père.
- Daim Rapide : son frère, grand chasseur.
- Nuage Gris : un enfant de l'âge de Jérémie. Jérémie lui évite d'être piétiné par les bisons. Ils deviennent inséparables.

## Synopsis
Buddy et Chinook, donnent naissance dans leur cabane à leur fils, Jérémie. Ce dernier grandit tranquillement dans cet univers durant sept ans. Jérémie adopte un louveteau dont la mère vient d'être tuée. Ils deviennent inséparables. Mais Petit Loup quitte un jour la maison pour rejoindre une femelle. Jérémie est inconsolable.
Chinook propose de partir visiter les siens. Jérémie ne connaît pas encore sa famille sioux. Ils arrivent juste pour la grande chasse aux bisons. Jérémie s'épanouit dans la tribu. Lorsqu'ils rentrent chez eux, ils ont la surprise de trouver trois chercheurs d'or installés dans la cabane. Les trois hommes vont contraindre Buddy à travailler pour eux.
À l’approche de l’hiver, pourtant, des dissensions naissent entre eux, certains voulant accaparer l’or. Thomas se fait descendre par Dallas. Curly rend son arme à Buddy et sauve Chinook menacée par Dallas. Pour protéger sa fuite, Dallas prend Jérémie en otage. Ils vont être attaqués par Petit Loup devenu grand qui égorge Dallas. Arrivé peu après, Buddy laisse Curly partir avec son or. La famille retrouve sa liberté.